# Weltmeisterschaften im Modernen Fünfkampf 1971
Die Weltmeisterschaften im Modernen Fünfkampf 1971 fanden in San Antonio in den Vereinigten Staaten statt.

## Herren

### Einzel
| Platz | Land        | Sportler             |
| ----- | ----------- | -------------------- |
| 1     | Sowjetunion | Borys Onyschtschenko |
| 2     | Ungarn      | Zsigmond Villányi    |
| 3     | Ungarn      | András Balczó        |

### Mannschaft
| Platz | Land               | Sportler                                             |
| ----- | ------------------ | ---------------------------------------------------- |
| 1     | Sowjetunion        | Borys Onyschtschenko Sergej Lukjanenko Leonid Iwanow |
| 2     | Ungarn             | Péter Kelemen András Balczó Zsigmond Villányi        |
| 3     | Vereinigte Staaten | Loren Drum Charles Richards Donald Roth              |

## Medaillenspiegel
| Platz | Land               | Goldmedaille | Silbermedaille | Bronzemedaille |
| 1     | Sowjetunion        | 2            | –              | –              |
| 2     | Ungarn             | –            | 2              | 1              |
| 3     | Vereinigte Staaten | –            | –              | 1              |